# Gustav Ciamaga
Gustav Ciamaga (* 10. April 1930 in London/Ontario; † 11. Juni 2011 in Toronto) war ein kanadischer Komponist.

## Biographie
Ciamaga studierte von 1951 bis 1954 an der University of Western Ontario und nahm privaten Kompositionsunterricht bei Gordon Delamont. Er setzte seine Ausbildung bis 1958 an der University of Toronto bei John Weinzweig und John Beckwith fort und studierte bis 1963 an der Brandeis University in Waltham bei Arthur Berger, Harold Shapero und Irving Fine.
Ab 1963 unterrichtete er an der Fakultät für Musik der University of Toronto. Hier leitete er ab 1965 das Studio für elektronische Musik und wurde 1968 Leiter des Departments für Komposition und Musiktheorie. Während eines Sabbaticals 1970 arbeitete er in verschiedenen Zentren für elektronische Musik in Europa. Von 1977 bis 1984 war er Dekan der Musikfakultät der University of Toronto, wo er bis zu seiner Emeritierung 1994 unterrichtete.
Ciamaga komponierte überwiegend elektroakustische Werke, darunter seit Mitte der 1960er Jahre auch computergesteuerte Musik, und entwickelte selbst elektronische Instrumente wie den Serial Sound Structure Generator. Daneben entstanden auch Kompositionen für traditionelle Instrumente, darunter eine Messe und ein Streichquartett.

## Werke

### Für klassische Musikinstrumente
- Musik zur TV-Produktion Phone-phugue (1965)
- Musik zur TV-Produktion Margaree (mit Tony Gnazzo, 1966)
- Musik zum Film Mosaic (von Jack Chambers, 1966)
- Music for the Film 'Dizziness'  (mit Tālivaldis Ķeniņš, 1968–69)
- Fanfare for Nine Trumpets (1975)
- Mass (1956, 1986)
- String Quartet

### Computerkompositionen
- HPSCD (1986)
- Apres-MIDI (1986)
- For M: (1986)
- PERC (1986)
- For P: (1986–87)
- Lost Tango (1987)
- Distant Timbres (1987)
- Facing East (1987)
- Upon hearing the first koto in spring (1987)
- Psamba (1987)
- Pour M: (1987)
- Bach again! (1987–88)
- Three part invention (1988)
- Facing East no.2 (1988)
- For G: (1988)
- Facing East no.3 (1988–89)
- Bitfire (1989)
- Facing North (1989)
- It's about time (1989)
- Apres J (1990)
- Three 3 part inventions, no.2-4 (1990)
- VU (1990)
- Three excursions and a coda (1990)
- Repercussions (1991)
- B as in Bach (1991)
- Four Microclips (1992)
- Where the wild things are (1992–93)
- Traces of yesterday (1993)
- Explorations of the New Age (1992–93)
- Possible Spaces no.1 (1994)
- Quartets (1994)
- Four more Microclips (1995)
- Possible Spaces no.2 (1996)
- Possible Spaces no.3 (1996)
- Possible Spaces no.4 (1997)
- A precipitate of symbols (1998–89)
- Bitfire [version 2] (1999)
- Possible Spaces no.5 (2000)
- Possible Spaces no.6 (2001)
- Possible Spaces no.7 (2002)
- Prologue and Postscript (2003)
- Spadina Minilogues (2003)
- Possible Spaces no.8 (2003)
- Order of Ideas (2003–04)
- Possible Spaces no.9 (2004)
- For L: (2004)
- Paradigm Lost (2004)
- Waiting… (2004)
- Possible Spaces no.10 (2004)
- For DL: (2004)
- Facing North no.2 (2004)
- PizzA (2005)
- Possible Spaces no.11 (2006)
- Three part invention no.5 (2006)
- Possible Spaces no.12 (2006)
- The Computer in my Life (2007)
- It's about time again (2008)

### Tonbandkompositionen
- One part invention (1965)
- Two part invention no.1 (1965)
- Scherzo (new version) (1966)
- Two part invention no.2 (1966)
- Fanfare for computer (1967)
- Four part invention (1967)
- Ragamuffin no. 1 (1967)
- Ragamuffin no. 2 (1967)
- Two part invention no.4 (1967)
- Two part invention no.5 (1967)
- Two part invention no.6 (1968)
- Two part invention no.7 (1968)
- Brandenburg Concerto no. 1 (1969)
- Two part invention no.8 (1970)
- Canon for Stravinsky (1972)
- Solipsism (1972)
- A greeting for JW (1973)
- Ars Nova (1976)
- Two part invention no.9 (1983)
- Is the Moon further than St. John? (1985)
- Patterns; Daydreams; Excursions (1985–86)
- For B: (1986)
- For H: (1986)
- For I: (1986)